# Axel Jutterström
Erik Axel Jutterström, född 14 november 1998, är en svensk långloppsåkare tävlande för Team Eksjöhus. Axel Jutterström är uppväxt i Mora men bor numera i Östersund. Hans stora genombrott kom säsongen 2021-2022 när han blev trea på Vasaloppet.    